# Calamoneta djojosudharmoi
Calamoneta djojosudharmoi là một loài nhện trong họ Miturgidae.
Loài này thuộc chi Calamoneta. Calamoneta djojosudharmoi được Christa L. Deeleman-Reinhold miêu tả năm 2001.